# 쿠바큰깔때기귀박쥐
쿠바큰깔때기귀박쥐(Natalus primus)는 깔때기귀박쥐과 깔때기귀박쥐속(Natalus)에 속하는 박쥐의 일종이다. 쿠바 후벤투드섬의 동굴에서 발견된다.